# Privativ
Der Privativ (von lateinisch prīvāre „berauben“) bezeichnet ein Wortbildungs-Affix eines Adverbs, Verbs, Nomen oder Adjektivs und drückt semantisch das Fehlen oder Weglassen der Basis (des zugehörigen Wortstamms) aus, eventuell auch seine Negation.

## Im Deutschen
Mehrere Präfixe können hier den Privativ darstellen, nämlich ent-, un-, miss- und de- (zumeist bei entlehnten Verben).
- demaskieren
- entfärben
- Misstrauen
- Untreue

Im letzten Beispiel kann man gut erkennen, dass neben Verben sowohl Nomen, als auch Adjektive und Adverbien Privative enthalten können:
- Adjektiv: der untreue Ehemann
- Adverb: Die Ritterschaft verhielt sich untreu ihrem König gegenüber.

Auch Suffixe können Privative sein, im Deutschen sind das die Suffixe -los, -frei und -leer
- wertlos
- inhaltsleer
- zuckerfrei

Worte, die aus dem Latein oder der Griechischen Sprache stammen, haben die dort existierenden Privative in-, il-, ir- (assimilative Verschiebung des n zum l oder r, Präfixes aus dem Latein) und a-, an- (Alpha privativum des Griechischen) direkt übernommen:
- illegitim
- inkonsistent
- irrelevant
- apathisch
- Anästhesie

Diese Präfixe, genauso wie die deutschen ent- und un- und auch die im Sanskrit vorhandenen अ- (a-) und अन्- (an-) stammen alle von einem gleichbedeutenden Präfix *n̥- aus der Indogermanischen Ursprache ab.

## Abgrenzung
Die Präfixe im Deutschen sind aber nicht immer Privative. So ist zum Beispiel das Wort entflammbar mit dem Präfix ent- verbunden, hier hat dieses Präfix jedoch eine verstärkende und nicht negierende oder weglassende Bedeutung und ist somit kein Privativ.

## Andere Sprachen

### Esperanto
Esperanto ist eine Kunstsprache, die strategisch über Präfixe und Suffixe semantische Inhalte transportiert. Daher finden sich auch klare Vorgaben zur Bildung eines Privativs durch den Einsatz zweier Präfixe: sen- („ohne“) und mal- („Gegenteil/Negation von“):
- senfarbigi „entfärben“
- malbona „schlecht“ (wörtlich: „un-gut“)

### Turksprachen
Die Sprachen der Türkischen Sprachfamilie haben ein Suffix für das Privativ, das je nach Vokalharmonie variiert.

#### Baschkirische Sprache
Im Baschkirischen gibt es ein Privativsuffix +hEҙ. Der Großbuchstabe hier zeigt den Buchstaben an, der sich nach Vokal- oder Konsonantenharmonie unterscheidet und daher je nach Vokalharmonie in folgenden Varianten auftritt: -һеҙ, -һыҙ,-һоҙ und -һөҙ. Diese übersetzt man ins Deutsche meist mit -los oder ohne ..., un-, miss- und sie sind die Antonyme von -лЕ „mit ...“ und den vier Varianten -лы, -ле, -ло, -лө.
- эшһеҙ „arbeitslos“
- һөтһөҙ кофе „Kaffee ohne Milch“
- балһыҙ сәй „Tee ohne Honig“
- боросһоҙ риҙыҡ „pfefferlose Speisen“

#### Türkische Sprache
Im Türkischen existiert das Privativ als Suffix in den Formen -siz, -sız, -suz und -süz. Hier sind sie auch wieder Antonyme zu -li, -lı, -lu und -lü.
- șekersiz „zuckerfrei“
- tuzsuz „salzlos“

### Tupí-Guaraní-Sprachen

#### Guaraní
In Guaraní gibt es das Privativ ebenfalls als Suffix, nämlich als -o und -ỹ.
- ojetavy'o „er lernt“ (wörtlich „er-sich-Dummheit-entfernen“)[1]
- y'ỹ „Dürre“ (wörtlich „Wasserlosigkeit“ bzw. „drought, dryness“)[2][3]